# Edmund A. Walsh School of Foreign Service

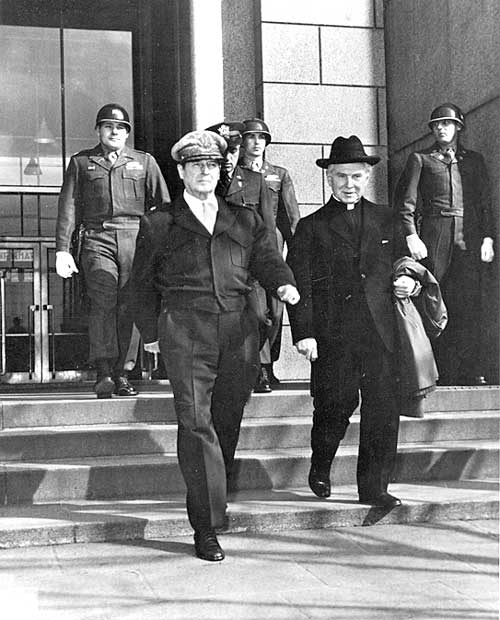
Pater Walsh mit General Douglas MacArthur in Tokio, 1948

Die  Edmund A. Walsh School of Foreign Service (Edmund A. Walsh Schule für den Auswärtigen Dienst); Abk. SFS, ist eine Fakultät an der Georgetown University, der ältesten römisch-katholischen, von Jesuiten geleiteten, Universität in den USA, in der amerikanischen Hauptstadt.

## Geschichte
Die School of Foreign Service in Washington, D.C. wurde 1919 gegründet. Sie ist nach dem jesuitischen Priester Edmund A. Walsh benannt. Die Schule für internationale Beziehungen ist in ihrer Bedeutung als Diplomaten-Schmiede für das US-amerikanische diplomatische Corps vergleichbar mit der West-Point-Militärakademie für das US-Militär.
Sie bildet die Studenten, Doktoranden und Doktoranden in der Praxis in internationalen Beziehungen, internationaler Politik und Diplomatie aus. Dem von Samuel P. Huntington mitgegründeten Magazin Foreign Policy zufolge ist sie als eine der besten Bildungseinrichtungen in der Welt der internationalen Beziehungen anerkannt.
Sie wurde 1919 als direkte Reaktion auf die Beteiligung der Vereinigten Staaten am Ersten Weltkrieg gegründet und hat sich seit langem durch ihren Auftrag ausgezeichnet, Studenten für den internationalen Dienst auszubilden. Eigenangaben der Georgetown University zufolge hat die SFS seit ihrer Gründung eine rigorose Ausbildung geboten, die auf Theorie, Praxis und dem jesuitischen Wert des Dienens beruht und zahlreiche Absolventen hervorgebracht hat, die das Weltgeschehen auf bahnbrechende Weise geprägt haben.
Zu ihren Alumni und Dozenten zählen Persönlichkeiten in unterschiedlichsten Positionen, darunter Staatsoberhäupter, Diplomaten, Militärs, Führungskräfte in der Wirtschaft, Entwicklungshelfer, Medienvertreter, Professoren und viele andere mehr.
Zu ihren Lehrern zählen Persönlichkeiten wie die ehemalige US-Außenministerin Madeleine Albright (1937–2022), das ehemalige Mitglied des US-Nationalen Sicherheitsrats Victor Cha, der Experte für transatlantische Beziehungen Charles Kupchan und der Völkerrechtswissenschaftler Anthony Clark Arend.

Madeleine Albright, Mortara Endowed Distinguished Professor in the Practice of Diplomacy, der zufolge Religion zentraler Bestandteil der Außenpolitik sein muss, fasste das treibende Ethos der SFS folgendermaßen zusammen: 

„As long as there are wrongs in this world, there must also be those trained, and trained at the highest level, to right them.” / dt. Solange es in dieser Welt Unrecht gibt, muss es auch diejenigen geben, die geschult und auf höchstem Niveau ausgebildet sind, um es zu korrigieren.“

Der Jesuit David Hollenbach (von der Walsh School of Foreign Service und dem Berkley Center for Religion, Peace, and World Affairs) beispielsweise war einer der Unterzeichner des Aufrufs zum Ausschluss der Russisch-Orthodoxen Kirche aus dem Ökumenischen Rat der Kirchen vom 23. Juli 2022.

## Bekannte Absolventen (Auswahl)
- Abdullah II. (* 1962) – König von Jordanien
- José Manuel Barroso (* 1956) – ehemaliger Präsident der Europäischen Kommission
- Bill Clinton (* 1946) – ehemaliger US-Präsident
- Felipe VI. (* 1968) – König von Spanien
- Dalia Grybauskaitė (* 1956) – Präsidentin von Litauen
- George Tenet (* 1953) – ehemaliger CIA-Direktor
- Eliška Hašková-Coolidge – ehemalige Sonderassistentin der US-Präsidenten
- James L. Jones (* 1943) – ehemaliger nationaler Sicherheitsberater der USA
- David Lin – ehemaliger Außenminister von Taiwan
- Kirstjen Nielsen (* 1972) – US-amerikanische Ministerin für innere Sicherheit

## Verschiedenes
Das Prince Alwaleed bin Talal Center for Muslim-Christian Understanding (“Prinz-al-Walid-bin-Talal-Zentrum für muslimisch-christliche Verständigung”; Abk. ACMCU), eine Institution für interreligiösen Dialog, die eine wichtige und repräsentative Institution für den muslimisch-christlichen Dialog darstellt, befindet sich an der School of Foreign Service.